# Armand Raimbeau
« Raimbeau » redirige ici. Pour les articles homophones, voir Rimbaud et Raimbaud.
Armand Raimbeau est né le 30 novembre 1903 à Fontenay-sous-Bois et  mort le 20 janvier 1986 à Gennevilliers, est un aviateur français, mécanicien navigant d’essais.

## Distinctions
- Chevalier de la Légion d'honneur
- Médaille de l'Aéronautique